# آذر شیوا
آذر شیوا (زاده ۲ تیر ۱۳۱۹ در تهران) هنرپیشه سینمای اهل ایران است.

## زندگی
آذر شیوا در سال ۱۳١٩ در تهران زاده شد.او در خانواده‌ای فرهنگی پرورش یافت و از همان کودکی علاقه‌مند به هنر و ادبیات بود. این علاقه او به هنر از خانواده‌اش نشأت می‌گرفت، زیرا پدرش یکی از دوستداران تئاتر و سینما بود و او را از سنین کودکی به دیدن نمایش‌ها و فیلم‌ها می‌برد.
او پس از گرفتن مدرک دیپلم متوسطه در ۱۸ سالگی به استخدام رادیو تهران درآمد و یک سال بعد فعالیت دوبله را آغاز نمود. وی در سال ۱۳۴۰ در فیلم آهنگ دهکده ساخته مجید محسنی برای نخستین بار مقابل دوربین قرار گرفت. او در یک دهه در بیست و یک فیلم بازی کرد که از میان آن‌ها سلطان قلب‌ها و روسپی جزو آثار سرشناس او هستند. او در طول فعالیت سینمایی خود با بازیگرانی چون محمدعلی فردین، ناصر ملک‌مطیعی، رضا بیک ایمانوردی و بهروز وثوقی همبازی بوده‌است.
آذر شیوا در سال ۱۳۵۰ و در اوج شهرت به دلیل اعتراض به وضع سینمای آن روز ایران، با هنرپیشگی خداحافظی کرد و برای اعتراض به در سایه قرار گرفتن خود در چنین شرایطی، مدتی مقابل دانشگاه تهران به فروختن آدامس پرداخت. برخی دلیل اعتراض وی را فساد و ابتذال حاکم در سینمای آن دوران می‌دانند. وی در این اقدام به در خواست هواداران بسیار خود که دور او جمع شده بودند بسته‌های آدامس را امضا می‌کرد و به آنها می‌داد. رفعت هاشم‌پور در بیشتر فیلم‌های آذر شیوا بجای او صحبت کرده است.

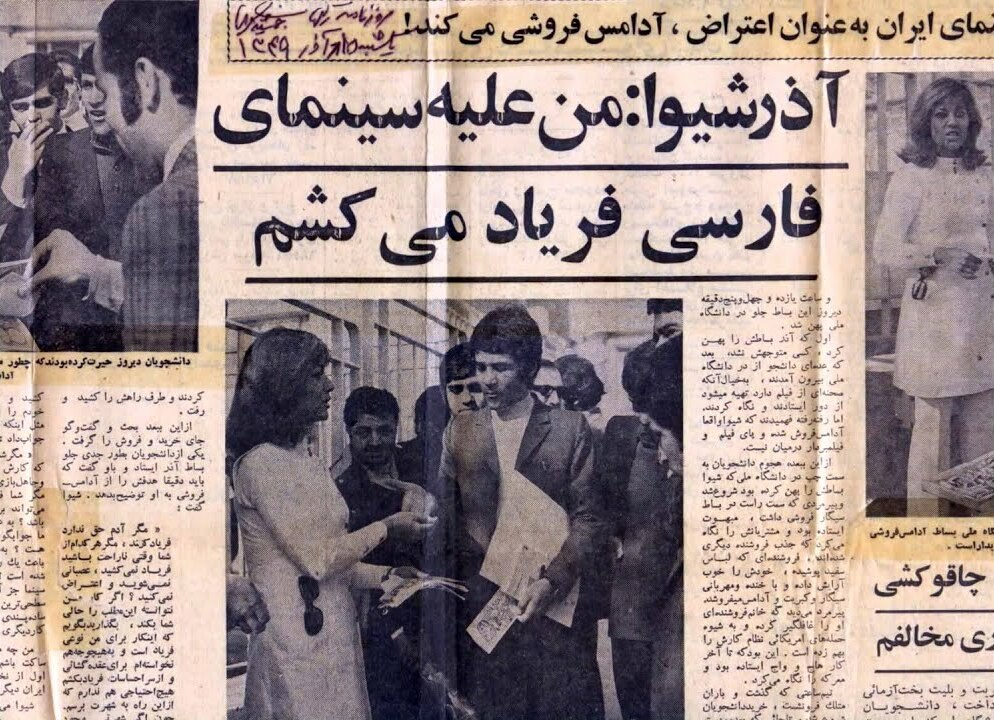
آدامس‌فروشی آذر شیوا مقابل دانشگاه تهران

## فیلم‌شناسی

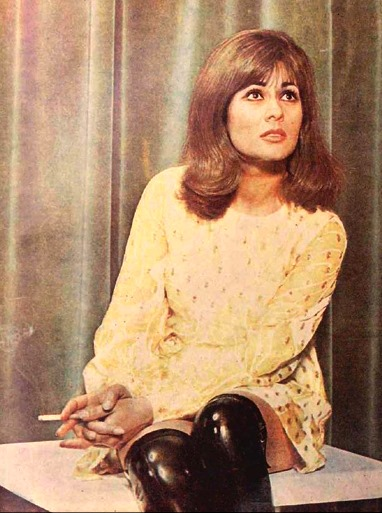

- آهنگ دهکده (۱۳۴۰)
- گذشت (۱۳۴۱)
- پرستوها به لانه برمی‌گردند (۱۳۴۲)
- آراس خان (۱۳۴۲)
- قانون زندگی (۱۳۴۳)
- من مادرم (۱۳۴۴)
- قهرمان قهرمانان (۱۳۴۴)
- خروس جنگی (۱۳۴۴)
- داماد فراری (۱۳۴۵)
- گل‌آقا (۱۳۴۶)
- زیر گنبد کبود (۱۳۴۶)
- روزهای تاریک یک مادر (۱۳۴۶)
- چرخ فلک (۱۳۴۶)
- هنگامه (۱۳۴۷)
- سلطان قلب‌ها (۱۳۴۷)
- قصر زرین (۱۳۴۸)
- قاتلین هم می‌گریند (۱۳۴۸)
- روسپی (۱۳۴۸)
- یاقوت سه‌چشم (۱۳۴۹)
- درختان ایستاده می‌میرند (۱۳۵۰)

## جوایز و افتخارات

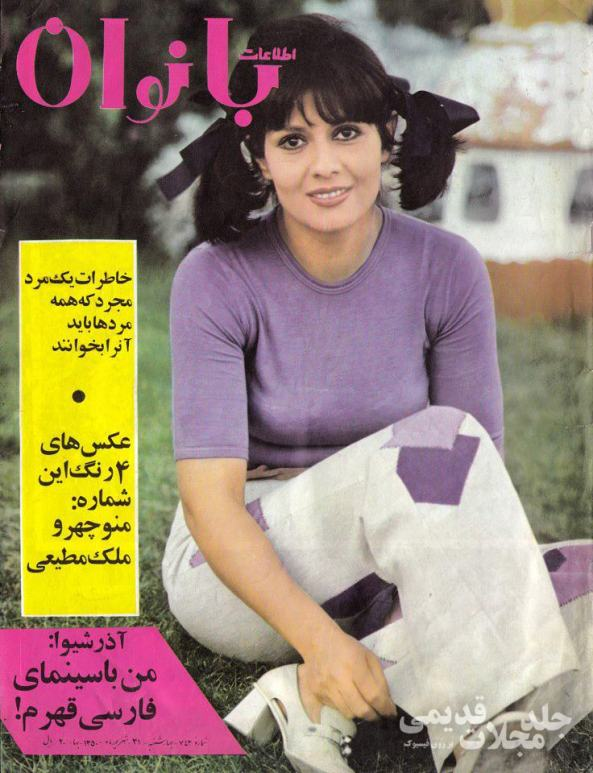

- برندهٔ جایزهٔ بهترین بازیگر نقش اول زن از دومین دورهٔ جشنواره سپاس (۱۳۴۹) به پاس بازی در فیلم روسپی
- برندهٔ پلاک طلای بهترین بازیگر زن از جشنوارهٔ فیلم‌های سینمای ایران (۱۳۴۸) به پاس بازی در فیلم روسپی
- دوازدهمین بازیگر زن تاریخ سینمای ایران (مشترکاً با فخری خوروش و فروزان)